# Le pedine del Non-A
Le pedine del Non-A (The Players of Null-A) è un romanzo di fantascienza di A. E. van Vogt del 1956. È il secondo capitolo della trilogia basata sul futuro immaginario in cui una delle filosofie dominanti viene chiamata appunto Non-A.

## Trama
Gilbert Gosseyn, ancora all'oscuro circa il suo passato e la sua vera identità si ritrova in una trappola ordita da un misterioso personaggio ombra chiamato il Seguace. Tenta di fuggire, ma proprio mentre sta per compiere un salto, grazie al suo cervello extra, teletrasportandosi verso una destinazione che aveva precedentemente memorizzato, si ritrova intrappolato dentro il corpo del principe Ashargin, senza sapere come ci è arrivato, come comandarlo e come tornare al suo vero corpo.
Conscio che probabilmente è stato indirizzato da una forza esterna verso questo giovane principe, decide grazie alla filosofia Non-A di non ribellarsi. Scopre presto che Ashargin è alle dipendenze di Enro, il terribile conquistatore intergalattico ancora intenzionato a soggiogare il Sistema solare e che la sua missione in questo corpo è quella di uccidere proprio il despota. Ma proprio quando inizia a capire come poter manovrare il principe Ashargin, salta nuovamente nel proprio corpo. E si ritrova in una gabbia insieme ad una donna in grado di vedere il futuro e un gigante intenzionato ad ucciderlo. Inizia così la nuova avventura di Gilbert che si troverà a dover affrontare l'ira di Enro e i misteri della religione del Dio dormiente, nel tentativo di difendere Venere dallo sterminio.

## Edizioni
- A. E. van Vogt, Le pedine del Non-A, collana Urania Collezione n° 93, Arnoldo Mondadori Editore, 2010.